# 福井県道206号甲楽城勝連花線
福井県道206号甲楽城勝連花線（ふくいけんどう206ごう かぶらきしょうれんげせん）は福井県南条郡南越前町と越前市を結ぶ一般県道である。

## 路線概要
国道と主要地方道を結ぶ連絡線としての役割を担っており、途中で接続する福井県道205号湯谷王子保停車場線を利用することで間接的に国道8号とも連絡している。嶺北西部に網の目のように指定されている県道の一つであり、周囲の県道と合わせてこの地域の交通を円滑にしている道路である。

### 路線データ
- 起点：福井県南条郡南越前町甲楽城
- 終点：同県越前市勝連花町

## 通過する自治体
- 福井県
  - 南条郡南越前町 - 越前市

## 道路状況
南越前町側の道が狭路で、ブラインドカーブも多く、さらに落ち葉が積もり放題になっているいわゆる険道である。ただし県道205号との交叉点から終点に至るまでは、片側一車線の普通の県道となる。このような状況にもかかわらず利用は意外に多く、渋滞することも間々ある道であり、カーブの際に離合できず前にも後ろにも行けなくなってしまう車がたまに見られる。通行には十分注意が必要な県道といえるだろう。

## 通過する峠
- 中山峠

## 接続道路
- 国道305号（南越前町甲楽城、起点）
- 福井県道205号湯谷王子保停車場線（越前市湯谷町）
- 福井県道19号武生米ノ線（越前市勝蓮花町、終点）

## 沿線
- 河野海浜公園